# Cristòfor Taltabull
Cristòfor Taltabull i Balaguer (Barcelone, 28 juillet 1888 – Barcelone, 1er mai 1964) est un compositeur et pédagogue espagnol. Il s'agit d'une des grandes personnalités musicales catalane de son temps, dans le contexte de la reconstruction musicale après la Guerre civile Espagnole et le premier franquisme. Par son intense activité pédagogique, il a ouvert les portes de la composition de la génération suivante, aux noms les plus importants de la musique catalane.  

## Biographie
Né à Barcelone au sein d'une famille de la bourgeoisie, il suit ses études primaires et secondaires au collège des jésuites de Caspe-Sacré Cœur de Jésus. Il entame ses études musicales à Barcelone avec Claudi Martínez et Josep Font, disciple de Pere Tintorer, et plus tard avec Felipe Pedrell.
En 1907, l'Orchestre symphonique de Barcelone crée sa première composition, le poème symphonique Waldemar Daae. 
La même année, il part à Munich où il étudie avec Franz Wiedermeyer et Max Reger. En 1910, à Barcelone, est créé son Prologue symphonique pour un drame dans le Palais de la musique catalane. 
En 1912, il s'installe à Paris, pour étudier avec André Gedalge, Charles Tournemire et Charles Koechlin. Il travaille dans la capitale française comme pianiste, orchestrateur et collaborateur pour la compagnie de cinéma Gaumont et les éditeurs Durand et Salabert et les Ballets Suédois de Rolf de Maré. Il y rencontre Debussy, Ravel et Stravinsky.
À la suite du déclenchement de la Seconde Guerre mondiale, en 1940, il rentre à Barcelone, où malgré quelques création de ses œuvres : l'oratorio Les set paraules de Crist a la Creu (1943), le Misteri de Redempció (1945), entre autres, il est reçu dans l'indifférence du contexte franquiste. Il se consacre à une intense activité pédagogique jusqu'à sa mort, en 1964.  
La liste de ses disciples – parmi lesquels figurent quelques noms importants – pendant les vingt-cinq dernières années de sa vie à Barcelone, apporte une appréciation sur la dimension pédagogique de Taltabull et son poids dans la musique catalane de la génération suivante : Sebastià Benet, Xavier Benguerel i Godó, Lleó Borrell, Maria-Teresa Borràs, Manuel Cabero, Jordi Carbonell, Josep Casanovas, Josep Cercós, Àngel Cerdà, Joan Comelles, Maria-Lluïsa Cortada, Edmund Eckart, Gregori Estrada, Eugeni Gassull, Maria-Teresa Giménez, Enric Gispert, Marçal Gols, Joan Guinjoan, Palmyre Jaquetti, Lluís Lanau, Joan Masjoan, Josep Massuet, Josep Maria Mestres Quadreny, Lluís Millet, Salvador Moreno, Domènec Rovira, Ireneu Segarra, Fèlix Strohecker, Jordi Sivilla, Jordi Torra et Josep Soler i Sardà.